# Berg-Wundklee
Der Berg-Wundklee (Anthyllis montana) ist eine Pflanzenart aus der Gattung Wundklee (Anthyllis) innerhalb der Familie der Hülsenfrüchtler (Fabaceae).

## Beschreibung

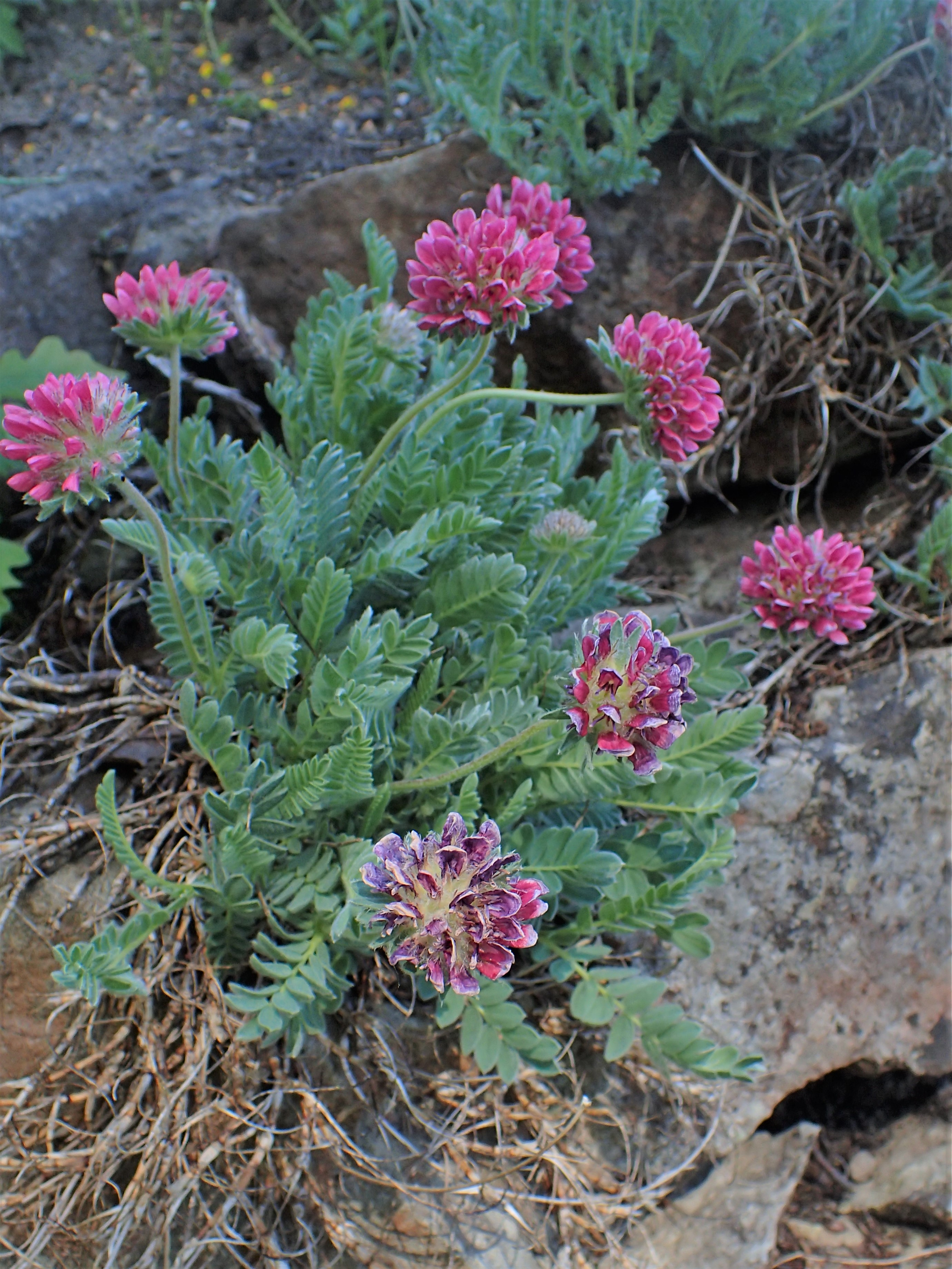
Berg-Wundklee (Anthyllis montana)

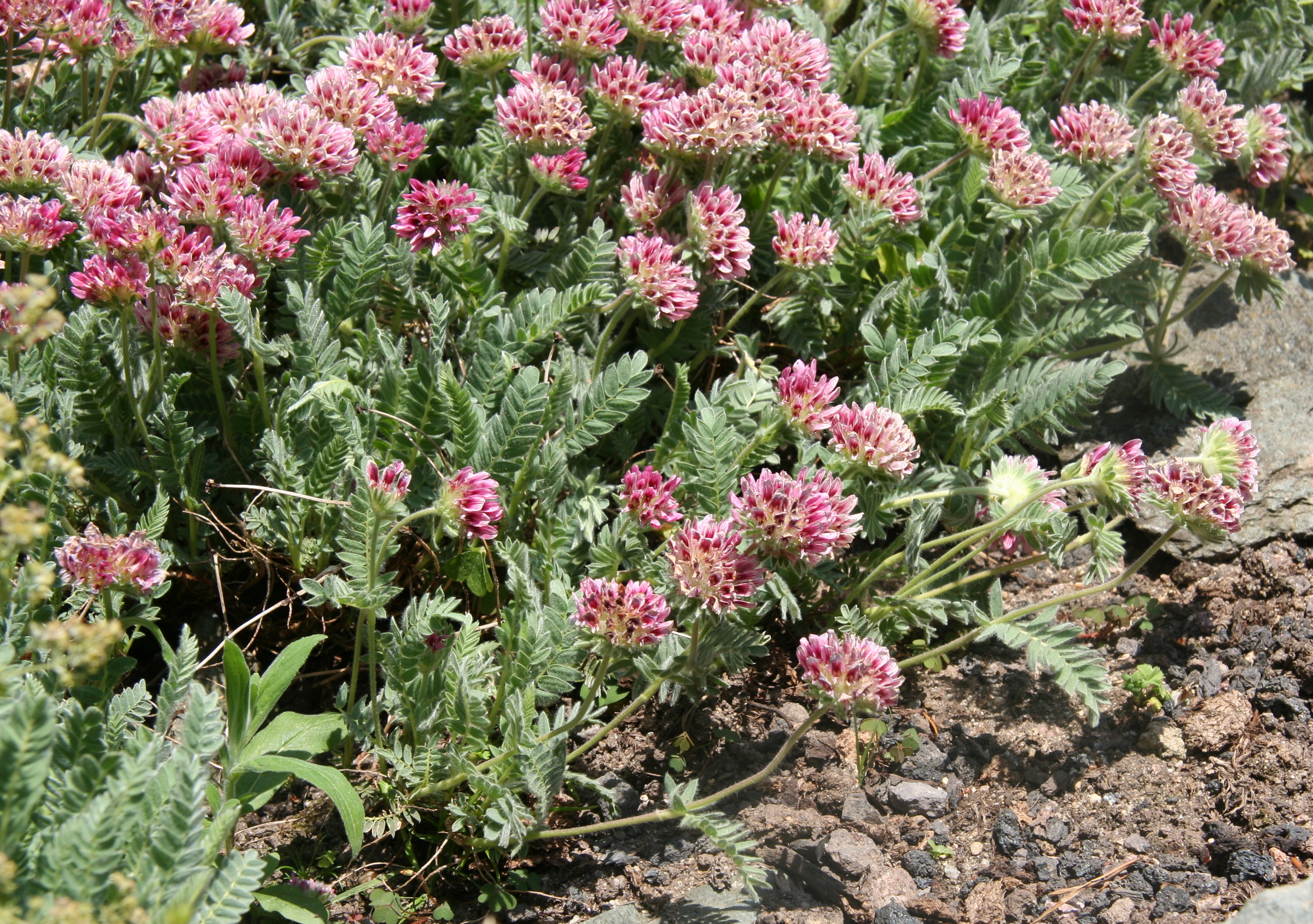
Anthyllis montana subsp. jacquinii

### Vegetative Merkmale
Der Berg-Wundklee ist eine ausdauernde krautige Pflanze, die Wuchshöhen von bis zu 30 Zentimetern erreicht und oft polsterartig wächst. Der niederliegende bis bogig aufsteigende Stängel kann am Grund verholzen und ist vor allem oben dicht behaart.
Die wechselständig angeordneten Laubblätter sind alle unpaarig gefiedert und besitzen acht bis zwanzig seitliche Teilblätter und ein Endblatt. Die Teilblätter sind bei einer Länge von 5 bis 8 (bis 10) Millimetern und einer Breite von 2 bis 3 Millimetern lanzettlich und beiderseits behaart. Die Blattscheide reicht bis zu den untersten Teilblättern und ist ziemlich lang; beim Alpen-Wundklee (Anthyllis vulneraria subsp. alpicola) ist die Blattscheide kurz.

### Generative Merkmale
Die Blütezeit reicht von Mai bis Juli. Die köpfchenförmigen Blütenstände besitzen einen Durchmesser von 2 bis 3 Zentimetern und enthalten viele kurz gestielte Blüten. Die Hochblätter sind handförmig geteilt und dicht behaart.
Die zwittrigen Blüten sind zygomorph und fünfzählig mit doppelter Blütenhülle. Der Kelch ist glockig, weißlich und dicht behaart. Die Kelchzähne sind etwa so lang wie die Kelchröhre. Die rosa- bis purpurfarbene Krone ist eine Schmetterlingsblüte und ist 12 bis 16 Millimeter lang. Die Platte der Fahne ist etwa doppelt so lang wie ihr Nagel. Die Fahne überragt die Flügel und das stumpfe, dunkelrote Schiffchen. Die Hülse ist einsamig und fällt mit dem Kelch ab.
Die Chromosomenzahl beträgt 2n = 14 oder 28.

## Vorkommen
Das Verbreitungsgebiet reicht von Spanien über die Südwest-Alpen und das Jura bis zum Apennin. In den montanen bis subalpinen Höhenstufen gedeiht der Berg-Wundklee in Höhenlagen von 500 bis 2400 Metern auf steinigen Weiden, Kalkgeröll und auf Felsen. Die Art steigt in den Westalpen bis über 2000 Meter, in den Pyrenäen bis etwa 2400 Metern Meereshöhe auf.

## Systematik
Die Erstveröffentlichung von Anthyllis montana erfolgte 1753 durch Carl von Linné in Species Plantarum, 2, Seite 719.
Je nach Autor gibt es von Anthyllis montana etwa drei Unterarten:
- Anthyllis montana L. subsp. montana: Sie kommt in Frankreich, in Italien, der Schweiz und Österreich vor.[4] In der Schweiz kommt die Unterart nur im Jura (Val de Travers, La Dôle) vor.[5] Die ökologischen Zeigerwerte nach Landolt et al. 2010 sind für diese Unterart in der Schweiz: Feuchtezahl F = 1 (sehr trocken), Lichtzahl L = 4 (hell), Reaktionszahl R = 5 (basisch), Temperaturzahl T = 3+ (unter-montan und ober-kollin), Nährstoffzahl N = 2 (nährstoffarm), Kontinentalitätszahl K = 4 (subkontinental).[5]
- Anthyllis montana subsp. hispanica (Degen & Hervier) Cullen: Sie kommt nur in Spanien vor.[4]
- Anthyllis montana subsp. jacquinii (A.Kern.) Hayek (Syn.: Anthyllis jacquinii A. Kern.): Sie kommt in Österreich, in Italien, auf der Balkanhalbinsel, in Bulgarien und in der Türkei vor.[4] In der Schweiz fehlt sie.[5] Die Chromosomenzahl beträgt 2n = 28.[2] Diese Unterart ist benannt nach Nikolaus Joseph von Jacquin.[1]